# Iztochni piesi
Iztochni piesi é um filme de drama búlgaro de 2009 dirigido e escrito por Kamen Kalev. Foi selecionado como representante da Bulgária à edição do Oscar 2010, organizada pela Academia de Artes e Ciências Cinematográficas.

## Elenco
- Hristo Hristov
- Ovanes Torosyan
- Saadet Aksoy
- Nikolina Yancheva